# Cantiga de amigo

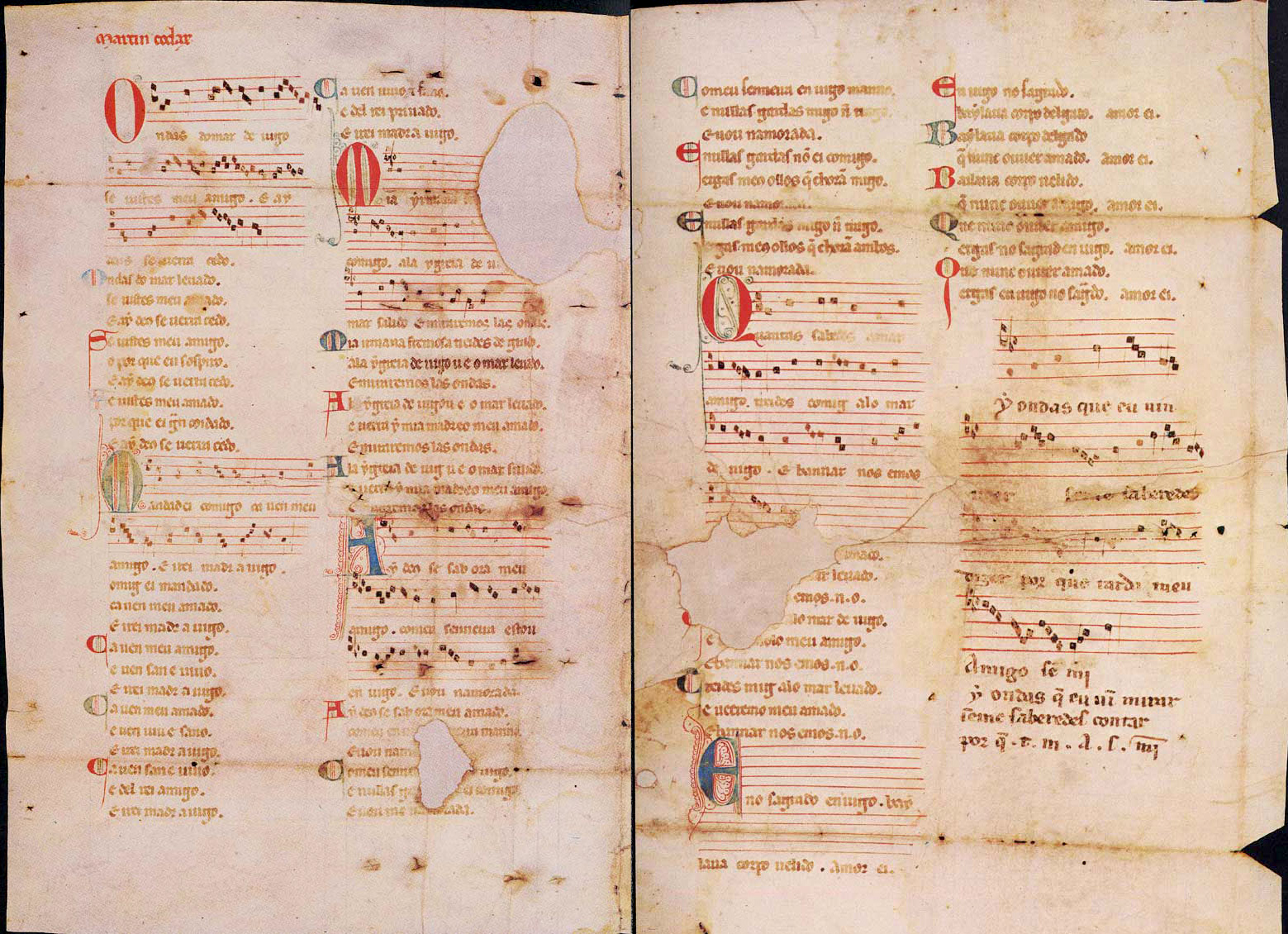
La Pergamena Vindel (Pierpont Morgan Library, New York, Vindel MS M979).

La cantiga de amigo è un tipo di composizione lirica che trae origine dalla poesia tradizionale, formando parte della lirica galiziano-portoghese medievale. Le cantigas più antiche che ci sono pervenute risalgono alla fine del secolo XII e si trovano nel canzoniere Colocci-Brancuti della Biblioteca Nazionale di Lisbona e nel Canzoniere della Biblioteca Vaticana, entrambi copiati in Italia all'inizio del secolo XVI (possibilmente intorno al 1525) per volere dell'umanista italiano Angelo Colocci. Il prologo del canzoniere Colocci-Brancuti individua quattro tipi di cantiga: de amigo, de amor, de escarnio e de maldecir. La cantiga de amigo proviene dalla lirica popolare che esisteva precedentemente nella Penisola.
Le cantigas de amigo presentano tratti comuni con le jarchas, ovvero: il tema principale è l'amore, sono dotate di un linguaggio semplice e possiedono maggiore estensione delle jarchas, di solito si pongono in bocca a una donna innamorata che attende il suo amato in un eremo o in riva al mare (mariñas o barcarolas), avendo come confidente la madre o, in alcuni casi, la natura, mentre una delle differenze rispetto agli altri generi di questa letteratura (le cantigas de escarnio e le cantigas de amor) è la loro origine, non rintracciabile nella letteratura dei trovatori provenzali.
Il suo aspetto più caratteristico è il meccanismo stilistico del parallelismo e del leixaprén. Le strofe si legano a due a due in modo che i versi della strofa successiva costituiscano una piccola variante di quelli della precedente. Il parallelismo può essere di due classi: 
- perfetto, se si sostituisce l'ultima parola del verso con un'altra sinonima, o si ripetono le stesse parole, ma con ordine differente in modo da far variare la rima;
- imperfecto, se i versi della strofa successiva riproducono liberamente nella struttura sintattica il significato dei versi della precedente.
Il leixaprén consiste nel riprendere un verso della strofa precedente. Si chiama refrán al estribillo che si ripete nel finale di ogni strofa.

## Caratteristiche dellacantiga de amigo
-Ne troviamo attestazioni a partire dal secolo XII e raggiungono l'apogeo nel XIII secolo.
-Si svilupparono nel nord-ovest della penisola iberica, composte in lingua galiziano-portoghese.
-Voce poetica femminile che esprime i suoi sentimenti sia alla madre, alla sorelle e alle amiche, che alla natura personificata e con la quale si identifica.
-Tema amoroso, lamentazione per l'assenza dell'amato o gioia per il loro incontro.

## Esempi
Ondas do mar de Vigo           (Onde del mar di Vigo)
Mandad'ei comigo (Un messaggio ho ricevuto)
Quantas sabedes amar amigo               Quanto sapete amare un amico
Quantas sabedes amar amigo                  Quanto sapete amare un amico
treides comig' a lo mar de Vigo.                venite con me al mar di Vigo.
E bannar nos emos nas ondas!                E ci bagneremo nelle onde!
Quantas sabedes d´amor amado,            Quanto sapete di amor amato,
treides comig' a lo mar levado.                 venite con me al mare agitato.
E bannar nos emos nas ondas!                E ci bagneremo nelle onde!
Treides comig' a lo mar de Vigo               Venite con me al mar di Vigo
e veeremos lo meu amigo.                        e vedremo il mio amico.
E bannar nos emos nas ondas!                E ci bagneremo nelle onde!
Treides comig' a lo mar levado                 Venite con me al mar agitato
e veeremo' lo meu amado.                       e vedremo il mio amato.
E bannar nos emos nas ondas!                E ci bagneremo nelle onde!

## Varietà dellacantiga de amigo
- Bailadas: viene espressa la gioia d'amare e di vivere, con frequenti incitamenti alla danza. Queste cantigas costituiscono propriamente il testo delle melodie che conducono una danza, e il parallelismo e il leixaprén possono rispondere all'esistenza di due cori che si alternavano nell'esecuzione della bailada. La sua origine è tradizionale.
- Mariñas o barcarolas: cantigas che parlano del mare o in cui la ragazza parla del mare
- Cantigas de romaría (=romería, "pellegrinaggio"): sono cantigas relazionate ai pellegrinaggi e peregrinazioni verso eremi o santuari, dove si incontrano gli innamorati.
- Albas: conformemente al genere letterario della tradizione occitana, parla della separazione degli amanti allo spuntar del giorno.

Ci sono cinquantotto autori di cantigas de amigo, tutti maschi, alcuni dei quali celebri, tra cui Martim Codax (7), Airas Nunes, Pero Meogo (9) o Johan Zorro (10), re Dionigi del Portogallo (52 canzoni di questo genere), Johan Airas de Santiago (45), Johan Garcia de Guilhade (22), Juião Bolseiro (15), Johan Baveca (13), Pedr' Amigo de Sevilha (10), Bernal de Bonaval (8). Anche Meendinho, autore di una sola canzone, è stato acclamato come poeta maestro.
Si è affermato che le cantigas de amigo abbiano caratteristiche in comune con il  kharajat mozarabico,  come l'oratore femminile e i temi erotici, ma queste possono essere delle pure coincidenze.